# Khối lượng Trái Đất

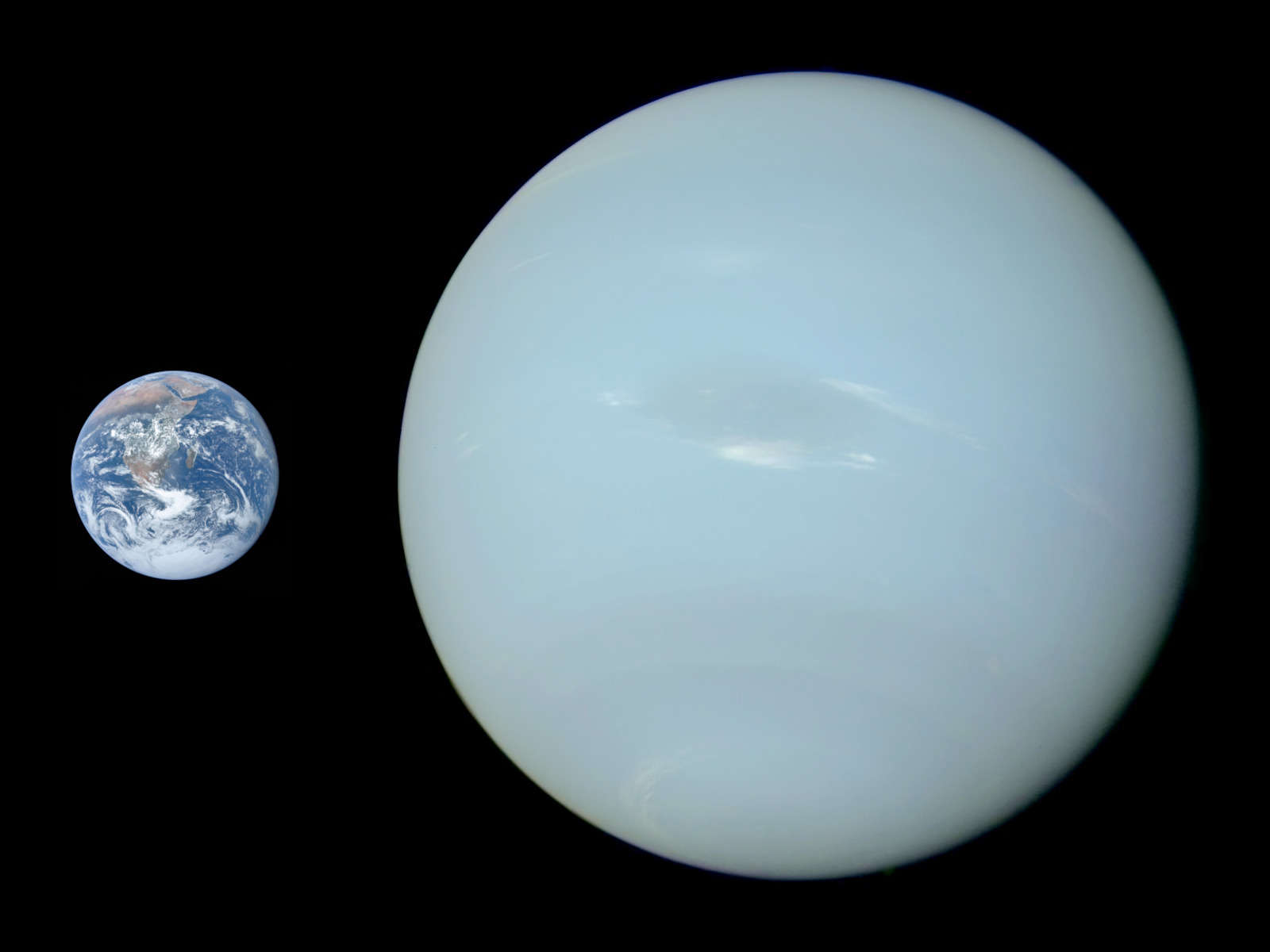
Khối lượng của Trái Đất so với Sao Hải Vương như khối lượng của Sao Hải Vương so với Sao Mộc.

Khối lượng Trái Đất (M🜨) là một đơn vị khối lượng dùng trong thiên văn học, nó bằng chính khối lượng của Trái Đất. 1 M🜨 = 5,9722 × 1024 kg. Khối lượng Trái Đất thường dùng để miêu tả khối lượng của các hành tinh đá.
Bốn hành tinh đá trong Hệ Mặt Trời, Sao Thủy, Sao Kim, Trái Đất, và Sao Hỏa, có khối lượng so với Trái Đất lần lượt là 0,055; 0,815; 1,000; và 0,107; và khối lượng mặt trăng trong hệ Trái Đất lần lượt là 0.859; 0.428
Khối lượng Trái Đất đổi sang các đơn vị khối lượng khác như sau:
- 81,3 khối lượng Mặt Trăng (ML)
- 0,00315 khối lượng Sao Mộc (MJ) (Sao Mộc có khối lượng bằng 317,83 x M🜨)[1]
- 0,0105 khối lượng Sao Thổ (Sao Thổ có khối lượng bằng 95.16 x M🜨)[4]
- 0,0583 khối lượng Sao Hải Vương (Sao Hải Vương có khối lượng bằng 17.147 x M🜨)[5]
- 0,000003003 khối lượng Mặt Trời (M⊙) (Mặt Trời có khối lượng bằng 332946 x M🜨)